# Joel Douglas
Joel Douglas (Los Angeles, 23 de janeiro de 1947) é um produtor cinematográfico americano. Ele é o segundo filho do ator Kirk Douglas e Diana Douglas e irmão mais novo do ator Michael Douglas.
Joel decidiu não seguir seu pai e seu irmão mais velho na atuação, optando em vez disso por trabalhar atrás das câmeras, produzindo vários filmes ao longo das décadas de 1970 e 1980.
Muito do seu trabalho se concentrou em projetos envolvendo sua família, incluindo atuar como coprodutor em A Joia do Nilo e Tudo por uma Esmeralda, ser assistente de direção em Um Estranho no Ninho e, em 2003, atuar como produtor associado em Acontece nas Melhores Famílias, que contou com Kirk, Michael e o filho de Michael, Cameron. Nas décadas de 1970 e 1980, Douglas trabalhou como executivo da empresa de mídia de Mel e Noel Blanc, a Blanc Communications Corporation, desenvolvendo e produzindo comerciais.

## Árvore genealógica
|                 |                 |                 |                 |                 |                 |  |  |                       |                       |                       |                       |                       |                       |  |  |                      |                      |                      |                      |                      |                      |  |  |                |                |                |                |                |                |              |              |               |               |               |               |               |               |  |  |               |               |               |               |               |               |              |              |               |               |               |               |               |               |  |  |  |  |  |  |  |  |
|                 |                 |                 |                 |                 |                 |  |  | Diana Dill            | Diana Dill            | Diana Dill            | Diana Dill            | Diana Dill            | Diana Dill            |  |  |                      |                      |                      |                      |                      |                      |  |  |                |                | Kirk Douglas   | Kirk Douglas   | Kirk Douglas   | Kirk Douglas   | Kirk Douglas | Kirk Douglas |               |               |               |               |               |               |  |  |               |               | Anne Buydens  | Anne Buydens  | Anne Buydens  | Anne Buydens  | Anne Buydens | Anne Buydens |               |               |               |               |               |               |  |  |  |  |  |  |  |  |
|                 |                 |                 |                 |                 |                 |  |  | Diana Dill            | Diana Dill            | Diana Dill            | Diana Dill            | Diana Dill            | Diana Dill            |  |  |                      |                      |                      |                      |                      |                      |  |  |                |                | Kirk Douglas   | Kirk Douglas   | Kirk Douglas   | Kirk Douglas   | Kirk Douglas | Kirk Douglas |               |               |               |               |               |               |  |  |               |               | Anne Buydens  | Anne Buydens  | Anne Buydens  | Anne Buydens  | Anne Buydens | Anne Buydens |               |               |               |               |               |               |  |  |  |  |  |  |  |  |
|                 |                 |                 |                 |                 |                 |  |  |                       |                       |                       |                       |                       |                       |  |  |                      |                      |                      |                      |                      |                      |  |  |                |                |                |                |                |                |              |              |               |               |               |               |               |               |  |  |               |               |               |               |               |               |              |              |               |               |               |               |               |               |  |  |  |  |  |  |  |  |
|                 |                 |                 |                 |                 |                 |  |  |                       |                       |                       |                       |                       |                       |  |  |                      |                      |                      |                      |                      |                      |  |  |                |                |                |                |                |                |              |              |               |               |               |               |               |               |  |  |               |               |               |               |               |               |              |              |               |               |               |               |               |               |  |  |  |  |  |  |  |  |
|                 |                 |                 |                 |                 |                 |  |  |                       |                       |                       |                       |                       |                       |  |  |                      |                      |                      |                      |                      |                      |  |  |                |                |                |                |                |                |              |              |               |               |               |               |               |               |  |  |               |               |               |               |               |               |              |              |               |               |               |               |               |               |  |  |  |  |  |  |  |  |
| Diandra Luker   | Diandra Luker   | Diandra Luker   | Diandra Luker   | Diandra Luker   | Diandra Luker   |  |  | Michael Douglas       | Michael Douglas       | Michael Douglas       | Michael Douglas       | Michael Douglas       | Michael Douglas       |  |  | Catherine Zeta-Jones | Catherine Zeta-Jones | Catherine Zeta-Jones | Catherine Zeta-Jones | Catherine Zeta-Jones | Catherine Zeta-Jones |  |  | Joel Douglas   | Joel Douglas   | Joel Douglas   | Joel Douglas   | Joel Douglas   | Joel Douglas   |              |              | Peter Douglas | Peter Douglas | Peter Douglas | Peter Douglas | Peter Douglas | Peter Douglas |  |  | Lisa Schoeder | Lisa Schoeder | Lisa Schoeder | Lisa Schoeder | Lisa Schoeder | Lisa Schoeder |              |              | Eric Douglas  | Eric Douglas  | Eric Douglas  | Eric Douglas  | Eric Douglas  | Eric Douglas  |  |  |  |  |  |  |  |  |
| Diandra Luker   | Diandra Luker   | Diandra Luker   | Diandra Luker   | Diandra Luker   | Diandra Luker   |  |  | Michael Douglas       | Michael Douglas       | Michael Douglas       | Michael Douglas       | Michael Douglas       | Michael Douglas       |  |  | Catherine Zeta-Jones | Catherine Zeta-Jones | Catherine Zeta-Jones | Catherine Zeta-Jones | Catherine Zeta-Jones | Catherine Zeta-Jones |  |  | Joel Douglas   | Joel Douglas   | Joel Douglas   | Joel Douglas   | Joel Douglas   | Joel Douglas   |              |              | Peter Douglas | Peter Douglas | Peter Douglas | Peter Douglas | Peter Douglas | Peter Douglas |  |  | Lisa Schoeder | Lisa Schoeder | Lisa Schoeder | Lisa Schoeder | Lisa Schoeder | Lisa Schoeder |              |              | Eric Douglas  | Eric Douglas  | Eric Douglas  | Eric Douglas  | Eric Douglas  | Eric Douglas  |  |  |  |  |  |  |  |  |
|                 |                 |                 |                 |                 |                 |  |  |                       |                       |                       |                       |                       |                       |  |  |                      |                      |                      |                      |                      |                      |  |  |                |                |                |                |                |                |              |              |               |               |               |               |               |               |  |  |               |               |               |               |               |               |              |              |               |               |               |               |               |               |  |  |  |  |  |  |  |  |
|                 |                 |                 |                 |                 |                 |  |  |                       |                       |                       |                       |                       |                       |  |  |                      |                      |                      |                      |                      |                      |  |  |                |                |                |                |                |                |              |              |               |               |               |               |               |               |  |  |               |               |               |               |               |               |              |              |               |               |               |               |               |               |  |  |  |  |  |  |  |  |
|                 |                 |                 |                 |                 |                 |  |  |                       |                       |                       |                       |                       |                       |  |  |                      |                      |                      |                      |                      |                      |  |  |                |                |                |                |                |                |              |              |               |               |               |               |               |               |  |  |               |               |               |               |               |               |              |              |               |               |               |               |               |               |  |  |  |  |  |  |  |  |
| Cameron Douglas | Cameron Douglas | Cameron Douglas | Cameron Douglas | Cameron Douglas | Cameron Douglas |  |  | Dylan Michael Douglas | Dylan Michael Douglas | Dylan Michael Douglas | Dylan Michael Douglas | Dylan Michael Douglas | Dylan Michael Douglas |  |  | Carys Zeta Douglas   | Carys Zeta Douglas   | Carys Zeta Douglas   | Carys Zeta Douglas   | Carys Zeta Douglas   | Carys Zeta Douglas   |  |  | Kelsey Douglas | Kelsey Douglas | Kelsey Douglas | Kelsey Douglas | Kelsey Douglas | Kelsey Douglas |              |              | Tyler Douglas | Tyler Douglas | Tyler Douglas | Tyler Douglas | Tyler Douglas | Tyler Douglas |  |  | Ryan Douglas  | Ryan Douglas  | Ryan Douglas  | Ryan Douglas  | Ryan Douglas  | Ryan Douglas  |              |              | Jason Douglas | Jason Douglas | Jason Douglas | Jason Douglas | Jason Douglas | Jason Douglas |  |  |  |  |  |  |  |  |
| Cameron Douglas | Cameron Douglas | Cameron Douglas | Cameron Douglas | Cameron Douglas | Cameron Douglas |  |  | Dylan Michael Douglas | Dylan Michael Douglas | Dylan Michael Douglas | Dylan Michael Douglas | Dylan Michael Douglas | Dylan Michael Douglas |  |  | Carys Zeta Douglas   | Carys Zeta Douglas   | Carys Zeta Douglas   | Carys Zeta Douglas   | Carys Zeta Douglas   | Carys Zeta Douglas   |  |  | Kelsey Douglas | Kelsey Douglas | Kelsey Douglas | Kelsey Douglas | Kelsey Douglas | Kelsey Douglas |              |              | Tyler Douglas | Tyler Douglas | Tyler Douglas | Tyler Douglas | Tyler Douglas | Tyler Douglas |  |  | Ryan Douglas  | Ryan Douglas  | Ryan Douglas  | Ryan Douglas  | Ryan Douglas  | Ryan Douglas  |              |              | Jason Douglas | Jason Douglas | Jason Douglas | Jason Douglas | Jason Douglas | Jason Douglas |  |  |  |  |  |  |  |  |

## Lígações externas
- Joel Douglas. no IMDb.

1. ↑  Lanigan, Catherine; Rosenthal, Mark; Konner, Lawrence (1985). Jewel of the Nile. Internet Archive. [S.l.]: New York : Avon Bks. Consultado em 16 de julho de 2025
2. ↑  Kagan, Norman (9 de abril de 2003). The Cinema of Robert Zemeckis (em inglês). [S.l.]: Taylor Trade Publishing. Consultado em 16 de julho de 2025
3. ↑  «Herald and Review from Decatur, Illinois». Newspapers.com (em inglês). 12 de setembro de 1982. Consultado em 16 de julho de 2025
4. ↑  «Enterprise-Record from Chico, California». Newspapers.com (em inglês). 23 de novembro de 1982. Consultado em 16 de julho de 2025